# Йоганнес Геле
Йоганнес Геле (нім. Johannes Hähle, 15 лютого 1906 — 10 червень 1944, Бельгія) — німецький військовий фотограф, який служив у військах пропаганди вермахту під час Другої світової війни і залишив фотосвідоцтва Голокосту на землях України.

## Життя
Геле отримав професійну освіту як комерсант і фотограф. У 1932 році він вступив в нацистську партію. У січні 1940 року він був призваний до армії і відправлений воювати на французький фронт в складі будівельного батальйону 146.
Після вторгнення в Радянський Союз у червні 1941 року Геле служив військовим фотографом в складі пропагандистської роти (PK) 637 на Східному фронті в складі 6-ї армії. За цей час він зробив багато воєнних світлин як з повітря, так і на землі. У вересні 1941 року його скерували в пропагандистську роту в Потсдамі. Наприкінці вересня 1941 року він виконав серію з 29 кольорових фотографій у Києві, де, зокрема, зображені солдати СС, що розбирають речі страчених у Бабиному Яру, а також кілька десятків чорно-білих світлин «акції» проти євреїв під Лубнами. Геле таємно залишив собі фотографії, пов'язані з «акціями». Влітку 1942 року він був поранений і провів кілька тижнів в лікарні.
Взимку 1942/1943 рр. Геле був військовим фотографом в Африканському корпусі Роммеля, а кілька місяців по тому його відправили назад до Західної Європи в складі пропагандистської роти 698 в Бельгії і Північній Франції. Тут він зняв фотографії Атлантичного валу. Під час битви після висадки союзників у Нормандії Геле пропав без вісти 10 червня 1944 року в селі Ла-Біжуд на північний захід від Кана.

## Спадщина
В кінці війни американські війська конфіскували кілька вантажівок з матеріалами німецьких пропагандистських підрозділів. У 1962 році американці передали матеріал у Федеральний архів Німеччини в Кобленці, включаючи кілька плівок Геле.
Ті плівки, які Геле таємно тримав у себе вдома, були продані його вдовою берлінському журналістові Гансу Георгу Шульцу. Чорно-білі копії цих світлин були використані як доказ Франкфуртської прокуратурою в 1961 році і пізніше зникли з архіву. Оригінальні кольорові світлини з'явилися знову в 2000 році, коли вдова Шульца продала їх Гамбурзькому інституту соціальних досліджень для фотовиставки, присвяченої вермахту.